# San Quintín (Chiapas)
San Quintín es una localidad del estado mexicano de Chiapas. Es parte del municipio de Ocosingo.

## Toponimia
El nombre «San Quintín» hace referencia al santo patrono de la localidad: Quintín de Vermand.

## Demografía
| Gráfica de evolución demográfica |
|                                  |

| Censo | Población |
| ----- | --------- |
| 1970  | 788       |
| 1980  | 572       |
| 1990  | 812       |
| 2000  | 1 266     |
| 2010  | 1 732     |
| 2020  | 2 069     |